# Consejo Legislativo de la Isla de Man
El Consejo Legislativo de la Isla de Man (en manés: Yn Choonceil Slattyssagh) es la cámara alta del Tynwald, Su presidente es Laurence Skelly

## Composición
El consejo legislativo se compone de 11 miembros:
- 8 miembros elegidos por la Casa de Las Llaves

- 3 miembros ex officio: el presidente del Tywald, el Obispo de Sodor y Man y el Fiscal General de Man

Históricamente, los miembros del Consejo legislativo eran la mayoría o todos exmiembros de la Cámara de las llaves, sin embargo esta práctica se ha reducido.
Además, El Obispo de Sodor y Man de la Iglesia de Inglaterra y el Fiscal General son Miembros del Consejo Legislativo, El obispo tiene derecho a voto y el Fiscal general no, sin embargo el presidente del Tynwald tiene voto de calidad.
El consejo en si no puede crear proyectos de ley , si no que revisa los hechos en la Cámara de las Llaves, aunque ha habido leyes que se han originado del Consejo legislativo, una de ellas fue la Ley de Uso Compartido de Edificios de Iglesias de 1986.
| Nombre              | Título                 | Duración    |
| ------------------- | ---------------------- | ----------- |
| Laurence Skelly     | Presidente del Tynwald | 2021 - 2026 |
| Pedro Águilas       | Obispo de Sodor y Man  | Desde 2017  |
| Vacante             | Fiscal General         | -           |
| Marlene Maska       | Miembros Electos       | 2018 - 2023 |
| Tanya August-Hanson | Miembros Electos       | 2018 - 2023 |
| Pablo Craine        | Miembros Electos       | 2021 - 2023 |
| Diane Kelsey        | Miembros Electos       | 2021 - 2023 |
| Peter Greenhill     | Miembros Electos       | 2020 - 2025 |
| Bill Henderson      | Miembros Electos       | 2020 - 2025 |
| Rob Mercer          | Miembros Electos       | 2020 - 2025 |
| Kerry Sharpe        | Miembros Electos       | 2020 - 2025 |

## Sistema electoral
Los MCL (miembros del consejo legislativo) son elegidos por los Miembros de la Cámara de las Llaves por un periodo de 5 años, 4 MCL se retiran a la vez y se eligen nuevos miembros. Una persona para ser miembro del Consejo Legislativo debe tener 21 años y haber nacido en la Isla de Man.
Actualmente, el procedimiento de elección ha sido engorroso y, en algunas ocasiones, en los últimos años, las elecciones han requerido bastantes papeletas, extendiéndose durante un período de semanas o incluso meses.